# Gregor Cankar
Gregor Cankar (né le 25 janvier 1975 à Celje) est un athlète slovène spécialiste du saut en longueur. 

## Biographie

### Palmarès
| Date | Compétition                    | Lieu      | Résultat | Performance |
| ---- | ------------------------------ | --------- | -------- | ----------- |
| 1994 | Championnats du monde juniors  | Lisbonne  | 1er      | 8,04 m      |
| 1995 | Universiade                    | Fukuoka   | 3e       | 8,18 m      |
| 1996 | Championnats d'Europe en salle | Stockholm | 4e       | 8,01 m      |
| 1996 | Jeux olympiques                | Atlanta   | 6e       | 8,11 m      |
| 1997 | Championnats du monde en salle | Paris     | 7e       | 8,02 m      |
| 1997 | Jeux méditerranéens            | Bari      | 1er      | 8,00 m      |
| 1997 | Universiade                    | Catane    | 3e       | 8,11 m      |
| 1998 | Championnats d'Europe          | Budapest  | 6e       | 8,00 m      |
| 1999 | Championnats du monde en salle | Maebashi  | 4e       | 8,28 m      |
| 1999 | Championnats du monde          | Séville   | 3e       | 8,36 m      |

### Records
| Épreuve          | Épreuve      | Performance | Lieu     | Date        |
| ---------------- | ------------ | ----------- | -------- | ----------- |
| Saut en longueur | En plein air | 8,40 m      | Celje    | 18 mai 1997 |
| Saut en longueur | En salle     | 8,28 m      | Maebashi | 7 mars 1999 |